# Tour dei New Zealand Natives 1888-1889

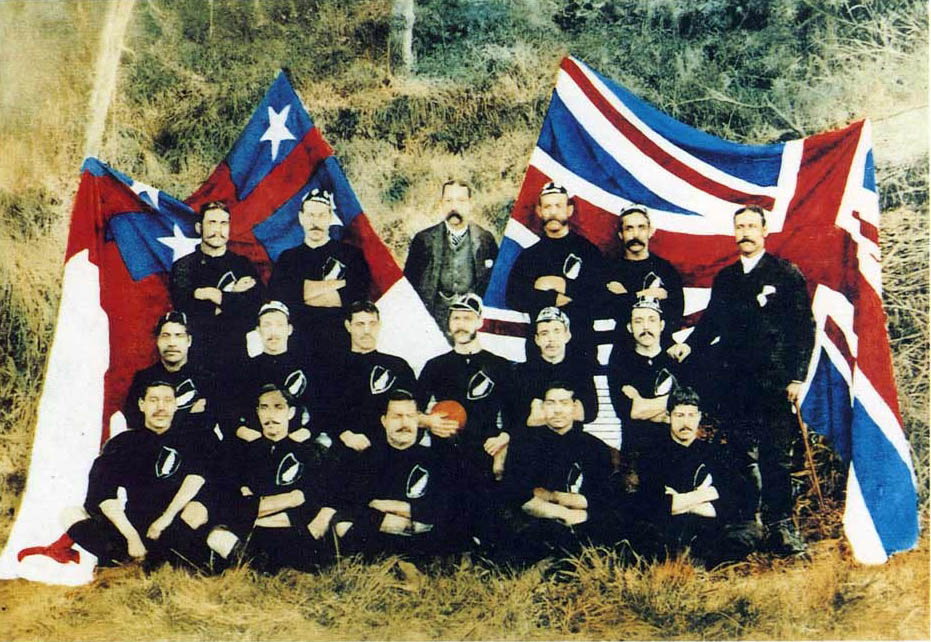
Il team dei ‘’ New Zealand Natives' football team’’ prima di incontrare la squadra di Queensland nel giugno 1889.

Il New Zealand native football team nacque da un'idea del giocatore neozelandese di origine Maori, Joe Warbrick e dell'uomo d'affari inglese Thoma Eyton.
Il secondo aveva fatto parte della rappresentativa neozelandese che aveva visitato in tour nel 1884 il Nuovo Galles del Sud.
Il team girò le isole Britanniche, l'Australia e la Nuova Zelanda nel 1888 e 1889.
La maggior parte degli incontri disputati furono di rugby, secondo la codifica della Rugby Football Union (poi diventato "Rugby a 15" dopo lo scisma della Rugby League), ma vennero disputati anche molti incontri di Football Australiano (Victoria Rules) e di Calcio (soccer)
La squadra vinse 78 incontri di rugby su 107 e 3 incontri di Football Australiano
Il loro tour fu il primo in Europa di una squadra di rugby del continente australe e la squadra di 26 elementi era principalmente formata di giocatori di etnia maori, anche se erano presenti quattro bianchi di origine europea (pākehā). Da qui la scelta del nome "Natives" in luogo di Maori.

## Lista degli Incontri
Nota sul Punteggio :
- Per gli incontri di rugby disputati nelle Isole Britanniche, Nuova Zelanda e Stato di Victoria la meta vale un punto, la trasformazione due punti, i calci di punizione e i drop 3 punti.
- Per i match di rugby disputati nel Nuovo Galles del Sud le mete valgono tre punti, le trasformazioni due e i drop quattro punti
- Per i match di rugby disputati nel Queensland le mete valgono due punti, le trasformazioni 3 e i drop Quattro punti.

Note sugli Incontri: L'elenco dei match nelle isole britanniche è da considerare completo, anche se sono ancora dibattuti i match di Football Australiano e Calcio disputati in Australia.
Nota sugli avversari: Poiché il tour si svolse prima della scissione del 1895 che portò alla nascita del Rugby League, alcuni team di allora divennero poi team della lega “ribelle”. Almeno un club, il Manningham, divenne poi un club di calcio.

### Riassunto
| Incontri Rugby    |        |       |       |            |             |              |
| Giocati in        | Totale | Vinti | Persi | Pareggiati | Punti fatti | Punti subiti |
| Isole Britanniche | 74     | 49    | 20    | 5          | 194         | 188          |
| Nuova Zelanda     | 17     | 14    | 3     | 0          | 119         | 51           |
| Australia         | 16     | 15    | 0     | 1          | 239         | 66           |
| Totale            | 107    | 78    | 23    | 6          | 772         | 305          |

| Incontri di Football Australiano |       |       |            |      |        |
| Giocati                          | Vinti | Persi | pareggiati | Goal | Behind |
| 8                                | 3     | 5     | 0          | 27   | 40     |

| Incontri di Calcio |       |       |            |       |        |
| Giocati            | Vinti | Persi | Pareggiati | Fatti | Subiti |
| 2                  | 0     | 2     | 0          | 5     | 12     |

### In Nuova Zelanda
| Napier 23 gennaio 1888 | Hawke's Bay | 0 – 5 | NZ Natives |  |

| Napier 30 gennaio 1888 | Hawke's Bay | 0 – 11 | NZ Natives |  |

| Auckland 7 luglio 1888 | Auckland | 9 – 0 | NZ Natives |  |

| Nelson 11 luglio 1888 | Tasman | 0 – 9 | NZ Natives |  |

| Wellington 14 luglio 1888 | Wellington | 0 – 3 | NZ Natives |  |

| Christchurch 21 luglio 1888 | Canterbury | 4 – 5 | NZ Natives |  |

| Timaru 24 luglio 1888 | South Canterbury | 0 – 9 | NZ Natives |  |

| Dunedin 28 luglio 1888 | Otago | 8 – 0 | NZ Natives |  |

| Dunedin 31 luglio 1888 | Otago | 0 – 1 | NZ Natives |  |

### In Australia (1888)
| Melbourne 11 agosto 1888 | Melbourne | 0 – 3 | NZ Natives |  |

| Melbourne 15 agosto 1888 | Melbourne | 1 – 1 | NZ Natives |  |

### In Gran Bretagna e Irlanda
| Richmond 3 ottobre 1888 | Template:Rugby Surrey | 1 – 4 | NZ Natives |  |

| Northampton 6 ottobre 1888 | Northamptonshire | 0 – 12 | NZ Natives |  |

| Blackheath 10 ottobre 1888 | Kent | 1 – 4 | NZ Natives |  |

| Birmingham 13 ottobre 1888 | Moseley | 6 – 4 | NZ Natives |  |

| Burton-on-Trent 18 ottobre 1888 | Burton oN Trent | 4 – 3 | NZ Natives |  |

| Birmingham 20 ottobre 1888 | Midland Counties | 0 – 10 | NZ Natives |  |

| Fletching 22 ottobre 1888 | Middlesex | 9 – 0 | NZ Natives |  |

| Hull 24 ottobre 1888 | Hull | 1 – 0 | NZ Natives |  |

| Dewsbury 27 ottobre 1888 | Dewsbury | 0 – 6 | NZ Natives |  |

| Wakefield 31 ottobre 1888 | Wakefield Trinity | 1 – 0 | NZ Natives |  |

| Newcastle upon Tyne 3 novembre 1888 | Northumberland County | 3 – 3 | NZ Natives |  |

| Stockton-on-Tees 5 novembre 1888 | Stockton-on-Tees | 1 – 6 | NZ Natives |  |

| Shields 7 novembre 1888 | Tynemouth North | 1 – 7 | NZ Natives |  |

| Halifax 10 novembre 1888 | Halifax Free Wanderers | 13 – 4 | NZ Natives |  |

| Newcastle upon Tyne 12 novembre 1888 | Newcastle & District | 0 – 14 | NZ Natives |  |

| Hartlepool 14 novembre 1888 | Hartlepool Rovers | 0 – 1 | NZ Natives |  |

| Maryport 17 novembre 1888 | Cumberland County | 2 – 10 | NZ Natives |  |

| Carlisle 20 novembre 1888 | Carlisle | 0 – 13 | NZ Natives |  |

| Hawick 22 novembre 1888 | Hawick | 1 – 3 | NZ Natives |  |

| Carlisle 23 novembre 1888 | East Cumberland | 0 – 12 | NZ Natives |  |

| Kendal 24 novembre 1888 | Westmorland County | 1 – 3 | NZ Natives |  |

| Swinton 26 novembre 1888 | Swinton | 2 – 0 | NZ Natives |  |

| Liverpool 28 novembre 1888 | Liverpool & district | 0 – 9 | NZ Natives |  |

| Dublino 1º dicembre 1888 | Irlanda | 4 – 13 | NZ Natives |  |

| Dublino 3 dicembre 1888 | Trinity College | 4 – 4 | NZ Natives |  |

| Belfast 5 dicembre 1888 | North of Ireland | 0 – 2 | NZ Natives |  |

| Manchester 8 dicembre 1888 | Lancashire County | 1 – 0 | NZ Natives |  |

| Batley 10 dicembre 1888 | Batley | 5 – 5 | NZ Natives |  |

| Manningham 12 dicembre 1888 | Yorkshire County | 6 – 10 | NZ Natives |  |

| Broughton 15 dicembre 1888 | Broughton Rangers | 0 – 8 | NZ Natives |  |

| Wigan 17 dicembre 1888 | Wigan | 1 – 5 | NZ Natives |  |

| Llanelli 19 dicembre 1888 | Llanelli RFC | 3 – 0 | NZ Natives |  |

| Swansea 22 dicembre 1888 | Galles | 5 – 0 | NZ Natives |  |

| Swansea 24 dicembre 1888 | Swansea RFC | 0 – 5 | NZ Natives |  |

| Newport 26 dicembre 1888 | Newport RFC | 0 – 3 | NZ Natives |  |

| Cardiff 29 dicembre 1888 | Cardiff RFC | 4 – 1 | NZ Natives |  |

| Bradford 1º gennaio 1889 | Bradford | 4 – 1 | NZ Natives |  |

| Leeds 3 gennaio 1889 | Leeds Parish Church | 3 – 6 | NZ Natives |  |

| Kirkstall 5 gennaio 1889 | Kirkstall | 3 – 7 | NZ Natives |  |

| Calderdale 7 gennaio 1889 | Brighouse Rangers | 0 – 4 | NZ Natives |  |

| Huddersfield 9 gennaio 1889 | Huddersfield | 6 – 7 | NZ Natives |  |

| Metropolitan Borough of Stockport 12 gennaio 1889 | Stockport | 3 – 3 | NZ Natives |  |

| Castleford 14 gennaio 1889 | Castleford | 9 – 3 | NZ Natives |  |

| Warrington 17 gennaio 1889 | Warrington | 1 – 7 | NZ Natives |  |

| Wakefield 19 gennaio 1889 | Yorkshire County | 16 – 4 | NZ Natives |  |

| Cleckheaton 23 gennaio 1889 | Spen Valley District | 7 – 8 | NZ Natives |  |

| Wellington 26 gennaio 1889 | Somersetshire County | 4 – 17 | NZ Natives |  |

| Exeter 30 gennaio 1889 | Devonshire County | 0 – 12 | NZ Natives |  |

| Taunton 31 gennaio 1889 | Taunton | 0 – 8 | NZ Natives |  |

| Gloucester 2 febbraio 1889 | Gloucestershire County | 1 – 4 | NZ Natives |  |

| Moseley 4 febbraio 1889 | Midland Counties | 1 – 6 | NZ Natives |  |

| Blackheath 6 febbraio 1889 | Blackheath Rovers | 3 – 9 | NZ Natives |  |

| Portsmouth 9 febbraio 1889 | United Services | 0 – 10 | NZ Natives |  |

| Blackheath 16 febbraio 1889 | Inghilterra | 7 – 0 | NZ Natives |  |

| Richmond 18 febbraio 1889 | London Welsh RFC | 1 – 2 | NZ Natives |  |

| Cambridge 19 febbraio 1889 | Università di Cambridge | 7 – 3 | NZ Natives |  |

| Oxford 21 febbraio 1889 | Università di Oxford | 6 – 0 | NZ Natives |  |

| Manningham 23 febbraio 1889 | Manningham | 0 – 4 | NZ Natives |  |

| Leeds 25 febbraio 1889 | St John's Leeds | 0 – 9 | NZ Natives |  |

| Leigh 27 febbraio 1889 | Leigh | 4 – 1 | NZ Natives |  |

| Runcorn 2 marzo 1889 | Runcorn | 3 – 8 | NZ Natives |  |

| Oldham 4 marzo 1889 | Oldham | 6 – 0 | NZ Natives |  |

| Halifax 5 marzo 1889 | Halifax Free Wanderers | 0 – 6 | NZ Natives |  |

| Barrow 7 marzo 1889 | Barrow & district | 3 – 0 | NZ Natives |  |

| Halton (borough)Widnes 9 marzo 1889 | Widnes | 1 – 8 | NZ Natives |  |

| Manchester 11 marzo 1889 | Manchester | 1 – 7 | NZ Natives |  |

| Walkden 13 marzo 1889 | Walkden | 1 – 6 | NZ Natives |  |

| St Helens 14 marzo 1889 | St Helens | 0 – 9 | NZ Natives |  |

| Salford 16 marzo 1889 | Salford | 1 – 7 | NZ Natives |  |

| Rochdale 18 marzo 1889 | Rochdale Hornets | 0 – 10 | NZ Natives |  |

| York 20 marzo 1889 | York | 3 – 4 | NZ Natives |  |

| Hull 23 marzo 1889 | Hull | 1 – 1 | NZ Natives |  |

| Widnes 25 marzo 1889 | Widnes | 1 – 6 | NZ Natives |  |

| Leyton 27 marzo 1889 | Southern Counties | 1 – 3 | NZ Natives |  |

### In Australia 1889 (Rugby)
| Melbourne 11 giugno 1889 | Victoria | 0 – 19 | NZ Natives |  |

| Sydney 15 giugno 1889 | New Sotuh Wales | 9 – 12 | NZ Natives |  |

| Sydney 17 giugno 1889 | Sidney University | 7 – 17 | NZ Natives |  |

| Sydney 19 giugno 1889 | Parramatta Club & King School's XVIII | 0 – 21 | NZ Natives |  |

| Sydney 22 giugno 1889 | New Sotuh Wales | 12 – 16 | NZ Natives |  |

| Sydney 25 giugno 1889 | Arfoma | 3 – 27 | NZ Natives |  |

| Sydney 28 giugno 1889 | Permanent Artillery XVIII | 10 – 32 | NZ Natives |  |

| Brisbane 15 luglio 1889 | Queensland | 0 – 22 | NZ Natives |  |

| Toowoomba 17 luglio 1889 | Toowoomba XVI | 0 – 16 | NZ Natives |  |

| Ipswich 19 luglio 1889 | Ipswich | 5 – 17 | NZ Natives |  |

| Brisbane 22 luglio 1889 | Queensland | 7 – 11 | NZ Natives |  |

| Toowoomba 24 luglio 1889 | Toowoomba XVII | 0 – 19 | NZ Natives |  |

### In Australia (Football Australiano)
| Maryborough 15 maggio 1889 | Maryborough | 6/9 – 1/2 | NZ Natives |  |

| Ballarat 18 maggio 1889 | Ballarat | 4/2 – 0/4 | NZ Natives |  |

| Melbourne 24 maggio 1889 | Melbourne | 6 – 13 | NZ Natives |  |

| Melbourne 25 maggio 1889 | Carlton | 13/16 – 2/4 | NZ Natives |  |

| Melbourne 28 maggio 1889 | Wanderers | 2/3 – 10/11 | NZ Natives |  |

| Melbourne 30 maggio 1889 | South Melbourne | 4/1913 – 6/4 | NZ Natives |  |

| Melbourne 31 maggio 1889 | Navy Team XVIII | 6 – 13 | NZ Natives |  |

| Melbourne 1º giugno 1889 | St Kilda | 6/7 – 1/6 | NZ Natives |  |

| Daylesford 6 giugno 1889 | Daylesford | 1/5 – 2/4 | NZ Natives |  |

| Melbourne 8 giugno 1889 | Essendon | 11/14 – 5/5 | NZ Natives |  |

### In Australia (calcio)
| Maitland luglio 1889 | Northumberland | 6 – 3 | NZ Natives |  |

| Newcastle luglio 1889 | Newcastle | 6 – 2 | NZ Natives |  |

### In Nuova Zelanda 1889 (Rugby)
| Invercargill 7 agosto 1889 | Southland | 1 – 5 | NZ Natives |  |

| Gore 8 agosto 1889 | Mataura District | 16 – 3 | NZ Natives |  |

| Dunedin 10 agosto 1889 | Otago | 8 – 11 | NZ Natives |  |

| Hawke's Bay 15 agosto 1889 | Hawke's Bay | 2 – 13 | NZ Natives |  |

| Christchurch 17 agosto 1889 | Canterbury | 0 – 15 | NZ Natives |  |

| Masterton 19 agosto 1889 | Wairarapa | 8 – 10 | NZ Natives |  |

| Wellington 20 agosto 1889 | Wellington | 1 – 4 | NZ Natives |  |

| Auckland 24 agosto 1889 | Auckland | 7 – 2 | NZ Natives |  |